# Calochortus apiculatus
Calochortus apiculatus är en liljeväxtart som beskrevs av John Gilbert Baker. Calochortus apiculatus ingår i släktet Calochortus och familjen liljeväxter. Inga underarter finns listade.

## Bildgalleri

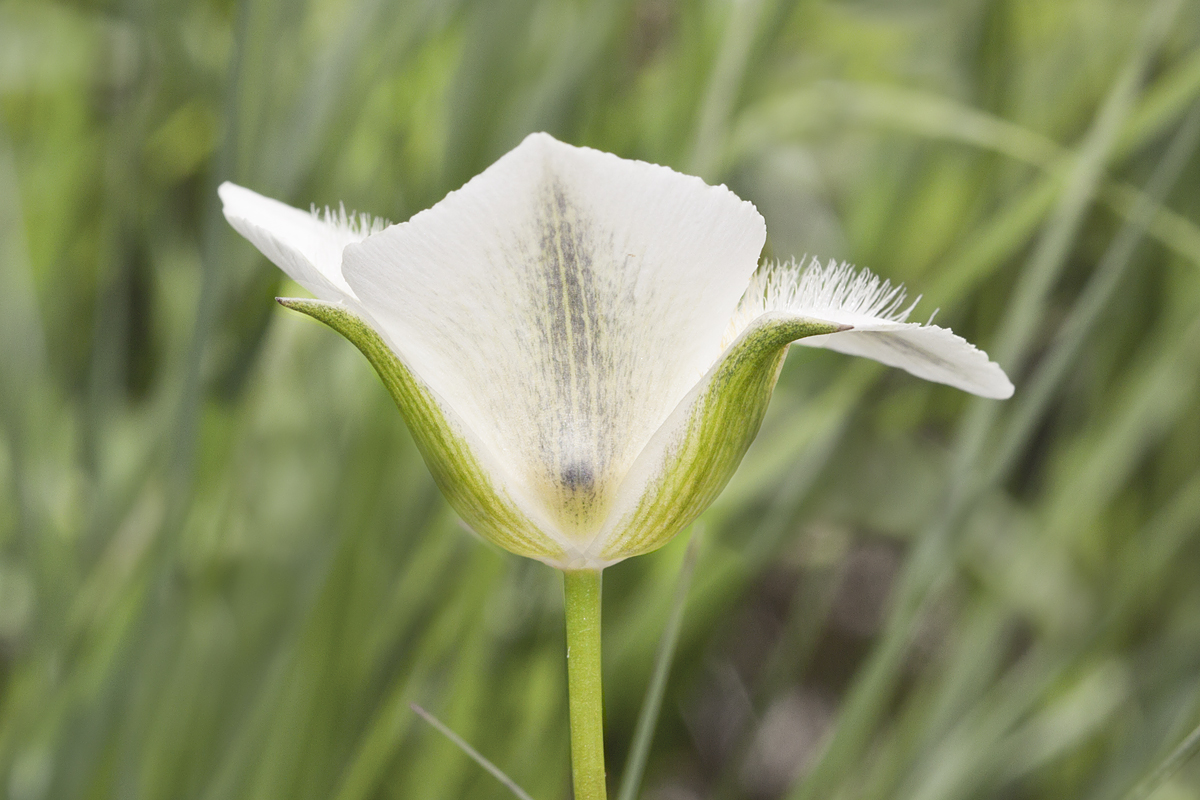
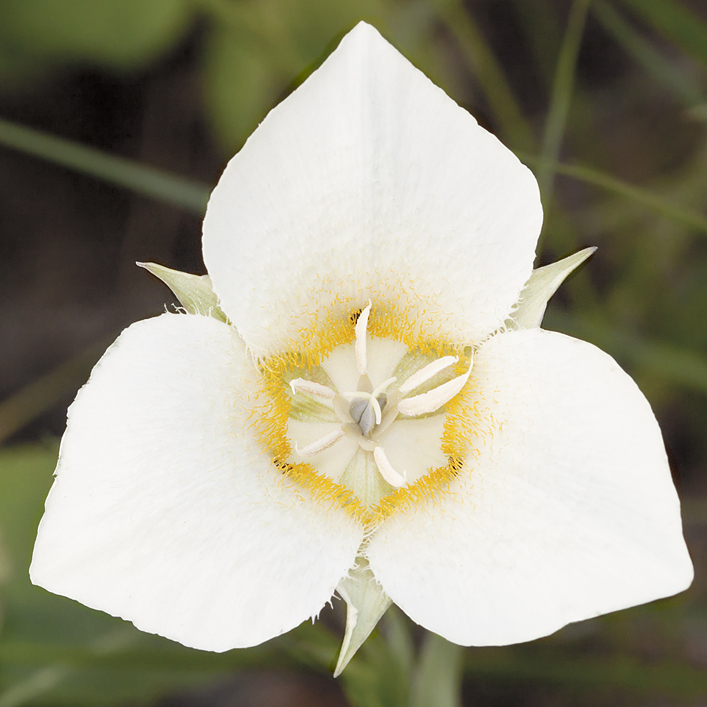